# Mind the Gap (Nabiha-album)
 For alternative betydninger, se Mind the Gap. (Se også artikler, som begynder med Mind the Gap)
Mind the Gap er det andet studiealbum fra den danske-afrikanske sangerinde Nabiha, der udkom den 22. marts 2013 på disco:wax. Mind the Gap er ifølge Nabiha et "personligt popalbum med sange, som afspejler flere af mine tanker og oplevelser siden første plade." Om tematikken på albummet fortæller Nabiha: "Det gennemgående tema på den nye plade er, at man skal stole på sig selv. Så skal man nogle gange lige minde sig selv om, at det er okay, og at man skal følge sit hjerte."

## Singler
"Mind the Gap" blev udsendt som albummets første single den 10. september 2012. Sangens budskab er med Nabihas egne ord at, "vi skal passe på hinanden og på os selv, så vi alle kan komme sikkert til vores destination". Samtidig refererer titlen til "Mind the Gap"-skiltene på stationerne i Londons undergrund, der gør passagerne opmærksom på mellemrummet mellem toget og perronen. Titlen henviser også til Nabihas mellemrum mellem fortænderne, der betyder held og lykke i flere afrikanske lande. "Mind the Gap" opnåede en ottendeplads på download-hitlisten, og har modtaget guld for 15.000 downloads. På streaming-hitlisten opnåede singlen en 1. plads, og har modtaget platin for 1.8 millioner afspilninger.
Albummets anden single, "Ask Yourself" udkom den 18. februar 2013. Sangen handler om at komme videre efter et brud: "Den handler om at stå ved sig selv og sine handlinger, og budskabet er, at hvis du gav alt, kæmpede og elskede til fulde, er der ikke mere, du kunne have gjort. Nu skal du med god samvittighed komme videre med dit eget liv, for det har du fortjent".
Den 20. maj 2013 udkom albummets tredje single, "Kill It with Love". Sangen er skrevet på baggrund af en demonstration afholdt af den højreekstremistiske organisationen English Defence League i Aarhus, der blev mødt af en moddemonstration under navnet "Aarhus for mangfoldighed". Titlen "Kill It with Love" refererer til denne moddemonstration, der ifølge Nabiha "var en fed måde at slå den slags holdninger ihjel på".

## Spor
| #   | Titel                                     | Sangskriver(e)                                                                        | Producer(e)                            | Længde |
| --- | ----------------------------------------- | ------------------------------------------------------------------------------------- | -------------------------------------- | ------ |
| 1.  | "Transition"                              | Nabiha Bensouda, Carl Ryden, Carla Marie Williams, Jonathan Coffer                    | Carl Ryden                             | 3:34   |
| 2.  | "Kill It with Love"                       | Bensouda, Raphaella Mazaheri-Asadi, William Henry, Bhavik Pattani                     | Knightstarr                            | 3:05   |
| 3.  | "Mind the Gap"                            | Bensouda, Ryden, Michelle Escoffery, Will Simms                                       | Carl Ryden, Will Simms                 | 2:46   |
| 4.  | "Fearless"                                | Bensouda, Ryden, Escoffery, Simms                                                     | Carl Ryden, Tré Jean-Marie*            | 3:34   |
| 5.  | "State of Mind"                           | Bensouda, Cozi Costi, Mike Hamilton, Simms                                            | Will Simms, Carl Ryden*                | 3:23   |
| 6.  | "Ask Yourself"                            | Bensouda, Ryden, Costi, Nina Woodford                                                 | Carl Ryden                             | 3:28   |
| 7.  | "Heartbreaker" (featuring Tabi Bonney)    | Bensouda, Terri Walker, Tabi Bonney, Richard Adlam, Hal Ritson                        | Fiasco, Hal Ritson                     | 3:48   |
| 8.  | "All in Your Head"                        | Bensouda, Escoffery, Simms                                                            | Will Simms                             | 3:17   |
| 9.  | "Halo & Handcuffs" (featuring Outlandish) | Bensouda, Isam Bachiri, Roger Lenny Martinez, Waqas Qadri, Lasse "Pilfinger" Kramhøft | Lasse "Pilfinger" Kramhøft, Carl Ryden | 3:47   |
| 10. | "Perfectly Human"                         | Bensouda, Ryden, Luciana Caporaso, Nick Clow                                          | Carl Ryden, Andreas Bladini*           | 3:32   |

| 11. | "Mind the Gap" (Lenno remix) | 3:19 |

### Mind the Gap (EP)
Mind the Gap udkom som Nabihas debutudgivelse i Nordamerika den 23. september 2014 på The End Records. EP'en indeholder sange fra Mind the Gap-albummet og hendes debutalbum Cracks (2010–11), samt de to nye sange "Bang That Drum" og "Animals". Forud for udgivelsen udkom singlen "Animals" den 27. maj 2014.
| #  | Titel              | Sangskriver(e)                                          | Producer(e)                 | Længde |
| -- | ------------------ | ------------------------------------------------------- | --------------------------- | ------ |
| 1. | "Mind the Gap"     | Bensouda, Carl Ryden, Michelle Escoffery, Will Simms    | Carl Ryden, Will Simms      | 2:46   |
| 2. | "Animals"          | Bensouda, Ryden, Luciana Caporaso, Nick Clow            | Carl Ryden                  | 3:13   |
| 3. | "Fearless"         | Bensouda, Ryden, Escoffery, Simms                       | Carl Ryden, Tré Jean-Marie* | 3:34   |
| 4. | "Sound of My Gun"  | Bensouda, Ryden, Cozi Costi, Steven Tyler, Tom Hamilton | Carl Ryden                  | 3:22   |
| 5. | "All in Your Head" | Bensouda, Escoffery, Simms                              | Will Simms                  | 3:17   |
| 6. | "Bang That Drum"   | Bensouda, Ryden, Caporaso, Clow                         | Carl Ryden                  | 3:13   |

- (*) angiver yderligere produktion